# Interclavicule
Ne doit pas être confondu avec Ligament interclaviculaire.

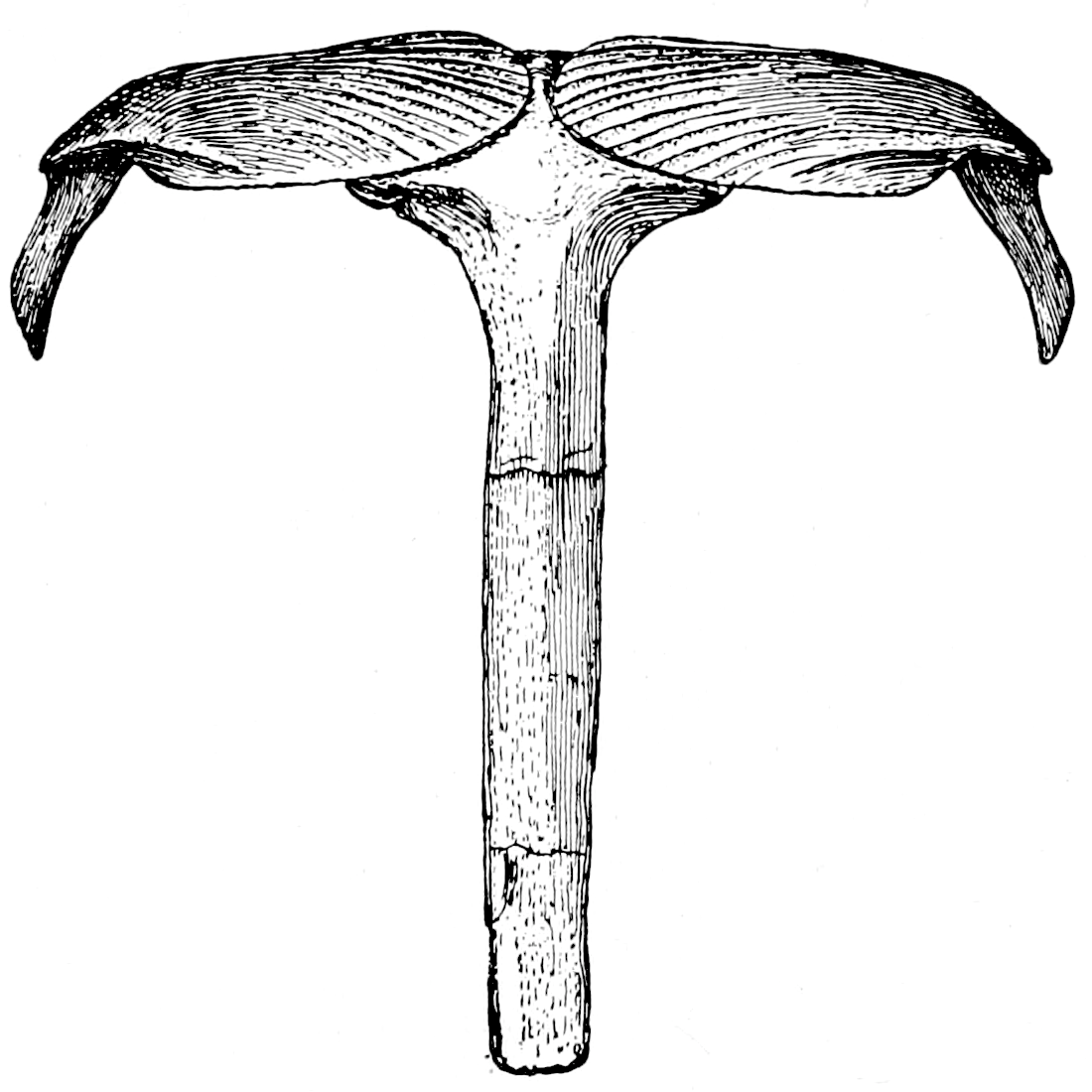
L'interclavicule en forme de bâtonnet d'Ophiacodon (un synapside du Permien), reliée à une paire de clavicules arrondies en vue ventrale (c'est-à-dire en regardant vers la poitrine d'en bas).

Une interclavicule est un os qui, chez la plupart des tétrapodes, est situé entre les clavicules. Les mammifères thériens (marsupiaux et placentaires) sont les seuls tétrapodes qui n'en ont pas d'interclavicule, bien que certains membres d'autres groupes en soient également dépourvus .Chez les thériens, il est remplacé par le sternum qui a une forme et une fonction similaires mais se forme via l'ossification endochondrale (cartilage formant l'os). L'interclavicule, quant à elle, se développe par ossification intramembraneuse de la peau. Les monotrèmes, bien que faisant partie de la classe des mammifères, ont des interclavicules.